# スポーツブル
スポーツブル（SPORTS BULL）（略称：スポブル）とは、株式会社運動通信社が、PCやスマートフォン、タブレットなど様々なデバイス向けに提供しているスポーツインターネットメディアである。

## 概要
株式会社運動通信社が2016年4月より運営するスポーツインターネットメディアで、野球やサッカー他のスポーツジャンルの1日500本を超えるコンテンツを無料で閲覧できる。
2016年10月5日に「運動通信」から「SPORTS BULL」に名称を変更し、サービスをリニューアル。センバツ高校野球、夏の甲子園など高校野球を無料でライブ配信している。WBCなどのビックイベントの配信やオリジナル動画、試合速報なども配信している。
2016年11月10日にKDDI株式会社との協業を発表。

## TVCM
2017年10月6日より、香川真司と中田翔を用いたTVCMの放送を開始。いずれも試合前の両選手に失礼なインタビューアー（声：酒井健太）が押しかけるストーリーになっている。
- 「あの人もブルってる・香川選手」篇
- 「あの人もブルってる・中田選手」篇

2018年8月には第100回全国高等学校野球選手権記念大会の開幕に合わせバーチャル高校野球のCMを放送。阪神甲子園球場で「栄冠は君に輝く」を歌う女子高生役を中学1年生の中島セナが演じた。
- 「栄冠よ」篇

## 主なコンテンツ
- センバツLIVE!（選抜高等学校野球大会、全試合ライブ配信）
- バーチャル高校野球（朝日新聞社と朝日放送テレビと共同、全国高等学校野球選手権大会（一部地方大会含む）、明治神宮野球大会を全試合ライブ配信）
- バーチャル春高バレー（フジテレビジョンと共同展開。全日本バレーボール高等学校選手権大会全国大会男女全試合、及び地方大会決勝戦と一部の準決勝などをフルマッチ配信）
- 全国高等学校サッカー選手権大会（民放43社と共同展開。全国大会全試合、地方大会決勝戦を全試合配信）
- BIG6.TV（東京六大学野球リーグ戦生配信）
- インハイ.tv（全国高等学校総合体育大会）
- ベストボディ・ジャパン協会の大会（PPV）
- 東都大学野球連盟（主に一部リーグ）
- サッカー日本代表のハイライト・オリジナル動画
- コミックブル（スポーツ漫画コンテンツ。講談社と共同展開）